# 駁二藝術特區
駁二藝術特區（英語：The Pier-2 Art Center）是一個橫跨臺灣高雄市鹽埕區和鼓山區的藝術園區，以「前衛、實驗、創新」為理念來打造國際藝術平台。

## 簡介

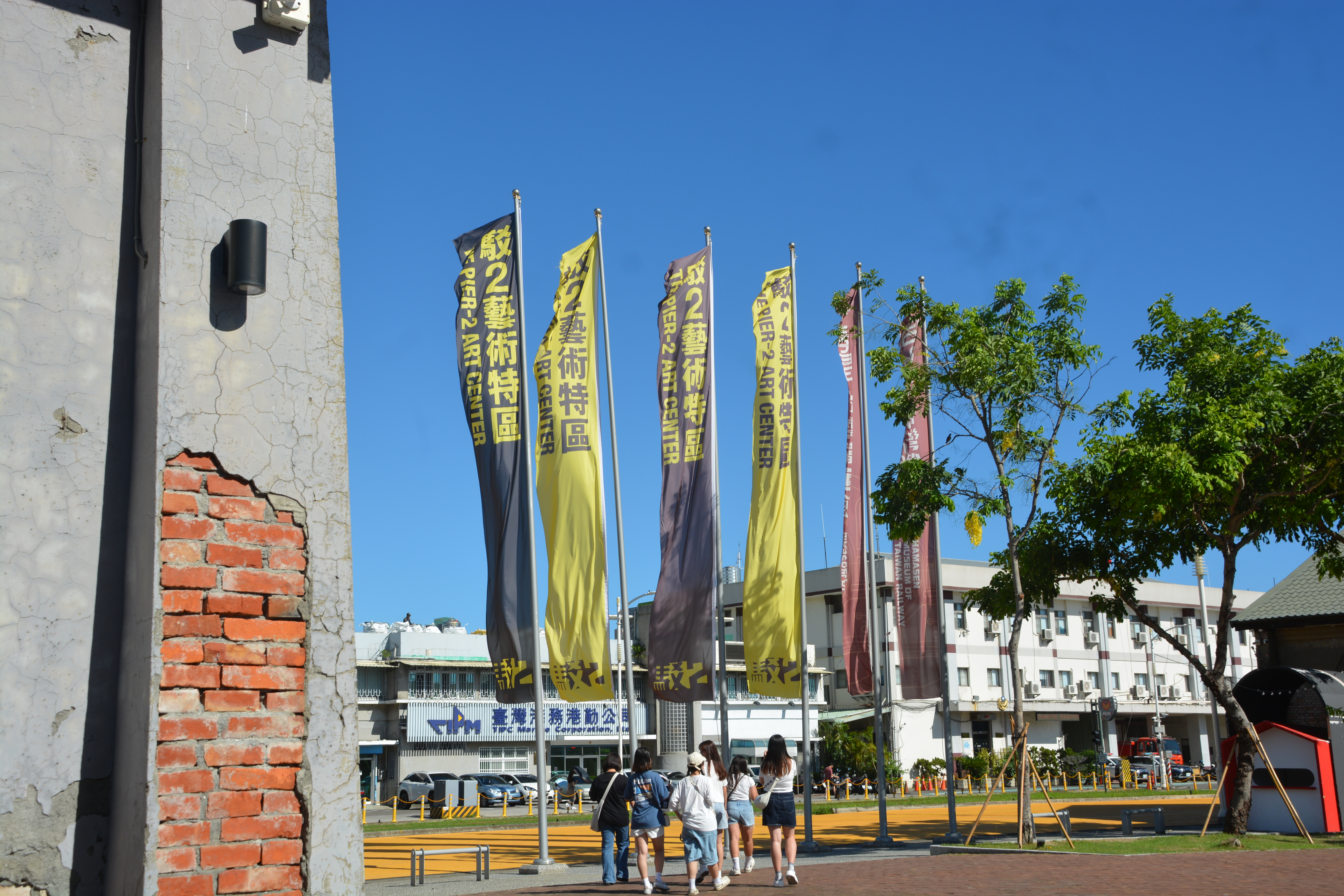
園區直幡

「駁二」一詞源自高雄駁二倉庫，接駁碼頭第二號倉庫，「駁」意思是卸載貨運，「二」是倉庫編號。駁二倉庫位於高雄港第三船渠內，建於1973年6月12日，原為普通港口倉庫。2000年雙十煙火第一次不侷限在台北施放，決定南下高雄綻放，高雄市政府因尋找中華民國國慶煙火施放場所，偶然發現這個具有實驗性的場域。但因年久失修，一群熱心熱血的藝文界人士於2001年成立駁二藝術發展協會，催生推動駁二藝術特區作為南部人文藝術發展的基地，進駐單位針對舊建物的狀態進行空間的各項整建工程，於2002年3月24日完工。
在藝術家及地方文化工作者推動下，結合文建會閒置空間再利用的專案資源，駁二藝術特區為高雄市社區總體營造的代表性作品。歷經高雄駁二藝術發展協會與樹德科技大學發展地方藝術工坊經營，駁二藝術特區成為臺灣南部的實驗創作場所。2006年，駁二藝術特區由高雄市政府文化局接手經營。
駁二藝術特區由高雄市政府文化局接手經營後，便舉辦一系列的高雄設計節、好漢玩字節、鋼雕藝術節、貨櫃藝術節及高雄人來了大公仔等藝文展覽。
2010年，高雄市政府文化局邀請這牆音樂進駐月光劇場，於每週末舉辦流行及獨立樂團音樂演唱會。2015年，高雄市政府文化局接手營運管理月光劇場及C10 Live Warehouse。
2010年索尼電腦娛樂進駐新開闢的九號倉庫，設置數位產業中心，進行遊戲軟體研發及測試；2012年8月，該址由兔將創意影業股份有限公司進駐，進行3D轉換以及視覺特效服務。2011年，C3倉庫委外由帕莎蒂娜國際餐飲公司規劃為倉庫餐廳。2016年1月29日，委外由in89豪華數位影城經營的「in89駁二電影院」（映捌玖駁二電影院）正式開幕。

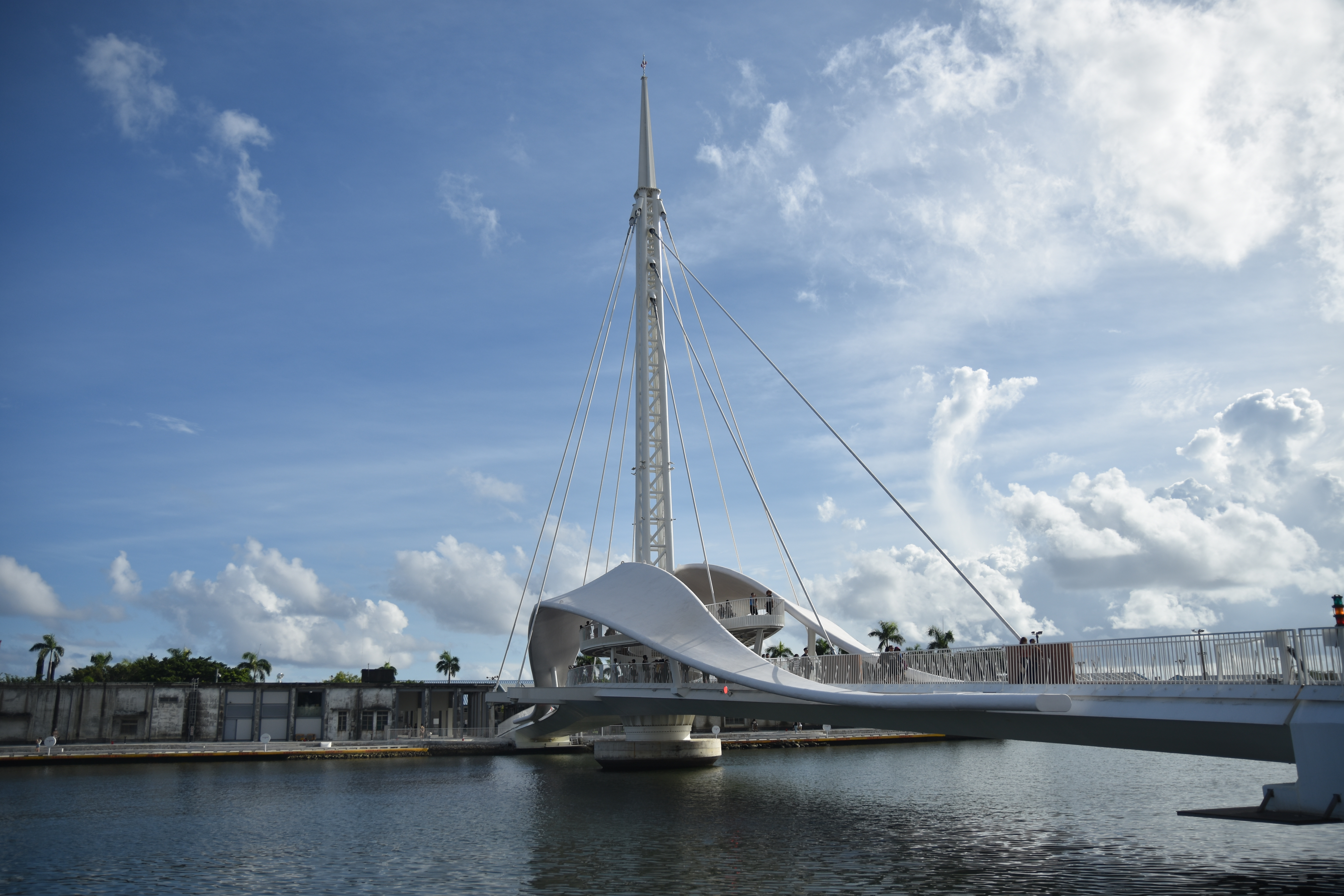
園區象徵建築之一的大港橋

為滿足逐年成長的參訪者，與舉辦更多元的藝文展覽，2012年高雄市政府文化局開始租用台灣糖業公司的蓬萊倉庫，使得駁二藝術特區的倉庫建築擴充至14棟，並於2012年5月4日至5月16日在新場域順利舉辦2012青春設計節展覽活動。大義倉庫群於2013年底啟用，駁二總計有25棟展場。
鑒於由高雄市政府文化局直接經營之因素，區內工作人員組成模式與其它私人機構稍微不同，負責營運管理的公部門與天馬行空的藝術家，雖然各自擁抱夢想，但在這個場域裡相互協調步伐，修整方向，一起邁向共同的理想。在行政與藝術的衝突間，磨合成緊密的夥伴，建構駁二在每個人心中的形象。除了公務行政管理、常設展覽正職以及特殊展覽工讀之外，2018年兵役改革前，亦有替代役文化服務役役男在此服役。
另外，在駁二大勇倉庫群附近，因鄰近高雄港，仍有許多舊倉庫建築，例如彰化銀行第二倉庫、第一銀行高雄倉庫。 （页面存档备份，存于）

## 開放時間
- 每週一～週四：10：00～18：00
- 每週五～週日：10：00～20：00（除夕閉館）
- 高雄市宣佈停班停課即閉館。

## 現有展館
- 大勇倉庫群

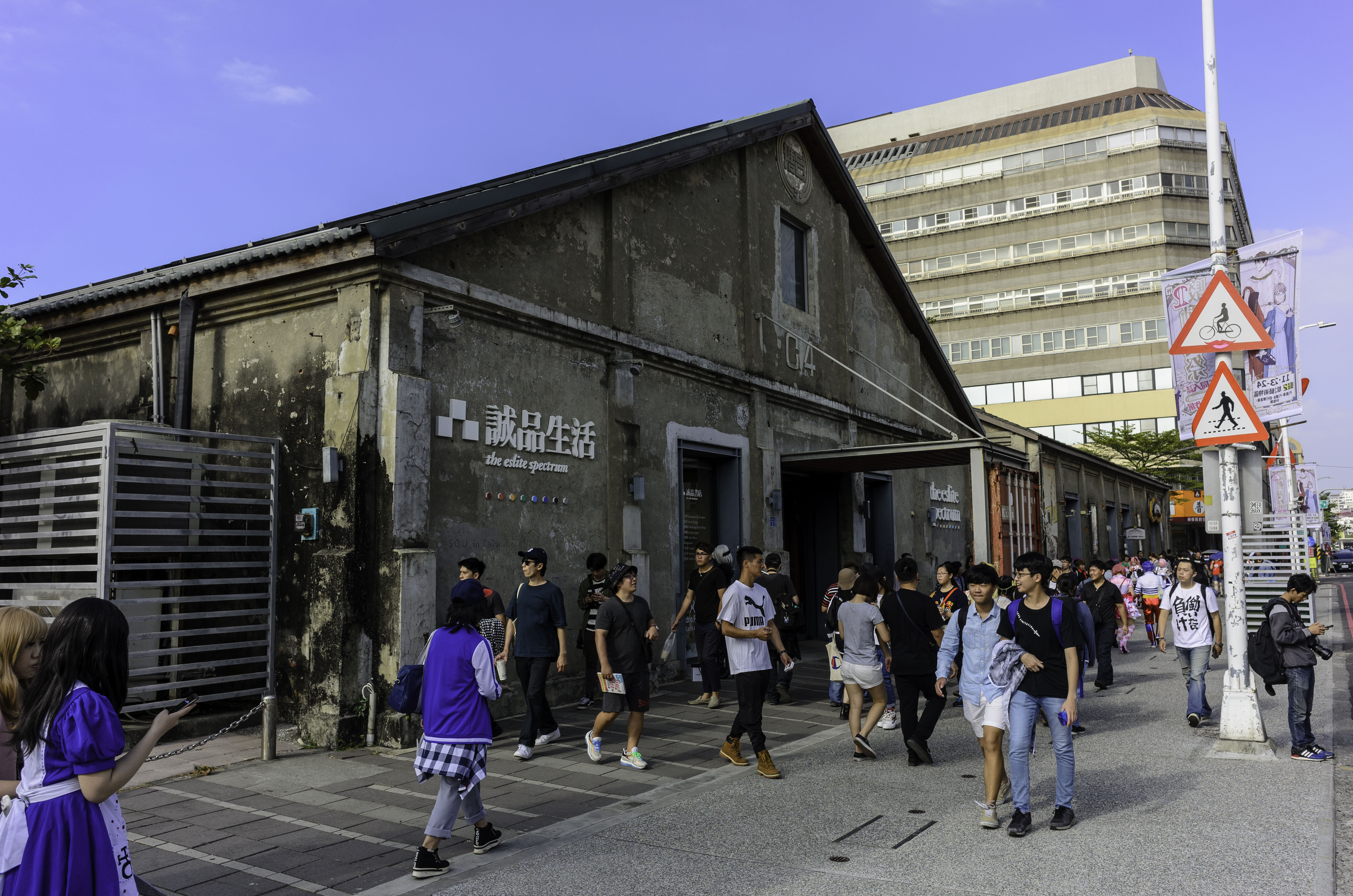
誠品生活駁二店

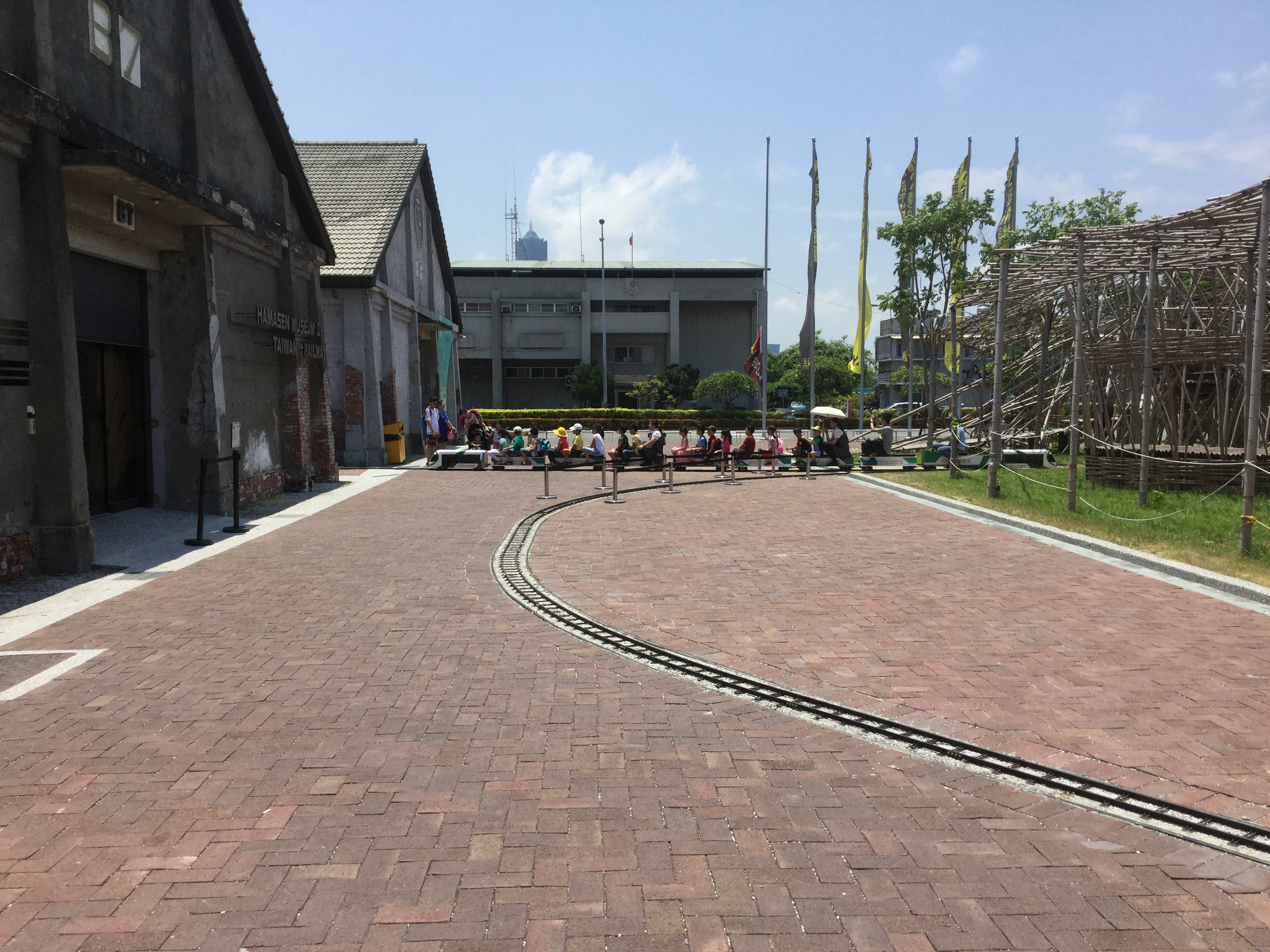
哈瑪星駁二線小火車

  - C1／C2（In89藝術電影院）、C4（誠品生活駁二店） 、C5（問吧 服務中心）、月光劇場
  - P2、P3、自行車倉庫
  - 藝術廣場
  - 七號倉庫、八號倉庫（M.ZONE大港自造特區 （页面存档备份，存于））、九號倉庫（兔將創意影業）
  - 駁二塔
- 蓬萊倉庫群
  - B3、B4、B6、B7／B8（哈瑪星臺灣鐵道館、哈瑪星駁二線小火車）、B9（高雄正港小劇場）、B10
  - 蓬萊廣場
  - 一畝田
  - 鐵道雕塑公園（哈瑪星百年鐵道園區）
  - 公園陸橋
- 大義倉庫群

- - C6（ 趣活in STAGE / 有酒窩的LuLu貓雜貨舖／禮拜文房具 / 典藏藝術餐廳 / 典像濕版攝影工藝 （页面存档备份，存于） / BANANA音樂館 ）
  - C7（ 駁二舊事倉庫 / 動漫倉庫 / JEANSDA金斯大牛仔褲 / Lab 駁二 / Wooderful life木育森林 ）
  - C8（ Clayway 銀黏土製作所 / 大潮Tendance / 山口藝廊 / hsiu創意手工繡花鞋 / 繭裹子/ 是曾相識咖啡酒館 / Pacini 派奇尼義式冰淇淋 / 夏天藝術車庫 / 原駁館 / Wooderful life 森活木趣 / Yufang手作革物 ）
  - C9（ Now & Then by NYBC / 言成金工坊 / 伊日好物 / VR體感劇院 / 隨囍髮廊 / NANO HERO ）
  - C10（ LIVE WAREHOUSE （页面存档备份，存于））
  - C11（ 微熱山丘 / 細酌牛飲餐酒館 ）

## 爭議事件

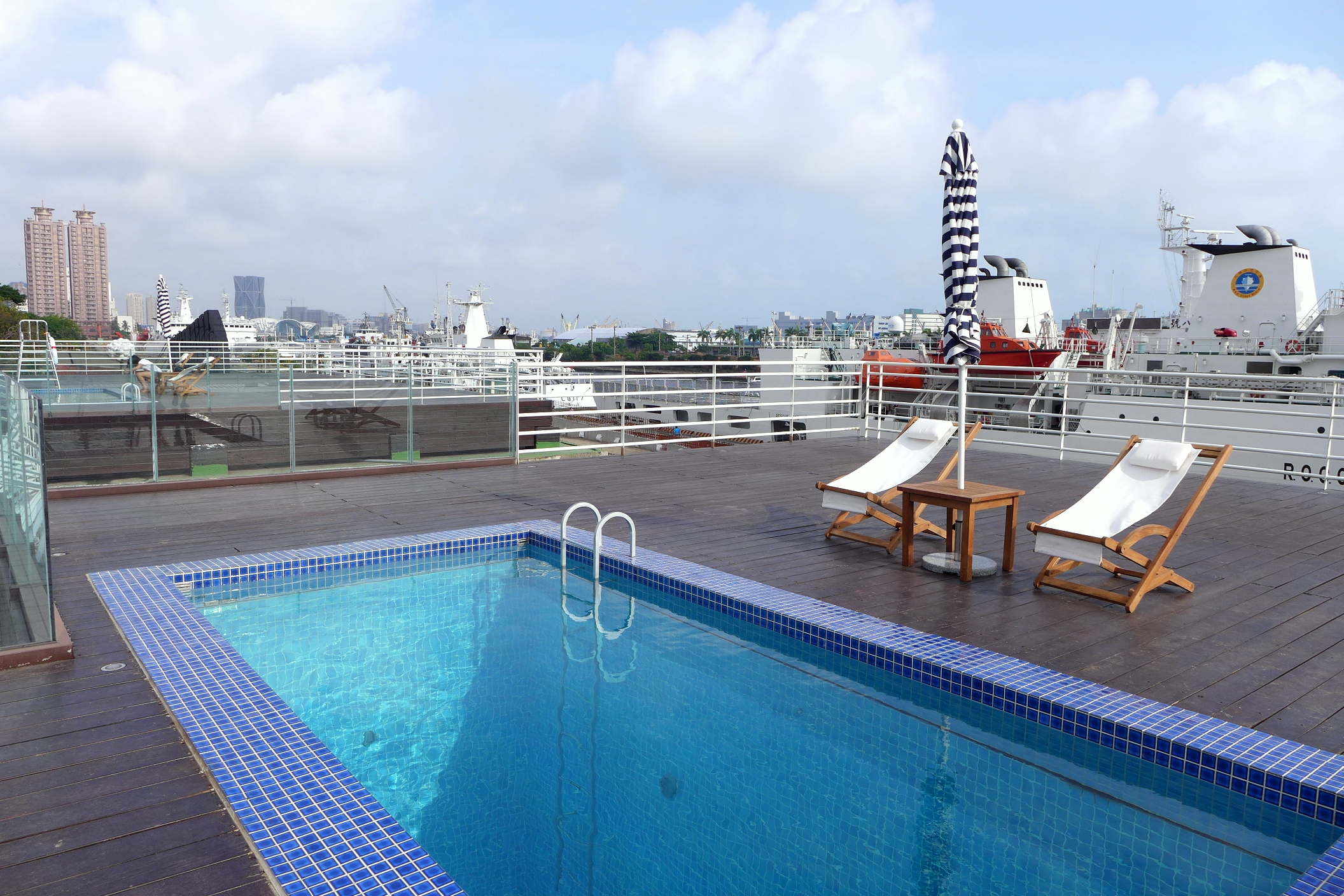
2015年夏天設置的公共藝術「泳池天台」，被指質疑抄襲日本的裝置藝術

在2015年夏天於園區內的C8、C9大義倉庫屋頂上，蓋了兩座隱藏版公共藝術「泳池天台」，並打造寬闊平台可在高處近看港邊各式船舶與不遠處柴山美景。其中C8屋頂上的泳池供遊客走入水面下的泳池內恣意遊玩，或與岸上友人互動及拍照；而C9屋頂上的泳池則是在水面下放置鏡子，在水中鏡射天空雲影與觀者。但因設計創意明顯和日本金澤21世紀美術館的泳池裝置藝術雷同，引發外界質疑抄襲。駁二介紹此公共藝術作品時也說到，「與藝術家林德羅·厄利什創作的《泳池》有異曲同工之妙」。高市文化局解釋，兩處泳池作品雖有雷同處，但「泳池天台」非抄襲之作，而是重新打造出不同巧思的泳池作品，讓民眾不用出國也能近距離欣賞公共藝術的無限可能。
在事件爆發後，駁二坦承是援引原作概念，雖有不同手法，並強調並非藝術家創作的公共藝術，為駁二公共設施的一部分。另外，高市文化局表示，「泳池天台」以「倉庫整修工程」名義公開招標，是駁二公共設施而非「公共藝術」，雖然也經委員會審議，卻不是依《公共藝術設置辦法》辦理，所以設計該案者不是「藝術家」，審查者也不是視覺藝術專家。被抄襲的阿根廷藝術家林德羅·厄利什將此事全權交給他在亞洲的日本經紀人處理。卻又在當日晚間，高雄市文化局長史哲透過媒體公開發表致歉文，分別向原創者、高雄市民以及藝文界工作者道歉。
一、對原作品藝術家Leandro Erlich，駁二藝術特區在第一時間（7/20星期一）即三次電子郵件聯繫上本人並獲得回應，說明原委並致歉，同時並已關閉，承諾將展開永久性移除工作，該設施將不再存在。本人亦親筆書面電郵致歉，現在並公開對藝術家致歉。

二、駁二藝術特區原兩棟倉庫，擴張至今日大駁二25棟倉庫，所有修繕建置與景觀工程，均由文化局直接進行，本人亦參與其中。此次在倉庫屋頂所進行之景觀工程包括貨櫃天橋、兩座景觀親水泳池，其中一座援引藝術家原創所產生之問題，文化局理應負責，本人特為此道歉。

三、駁二藝術特區發展至今15年，努力扮演南方原創基地，水岸發展火車頭，受到市民朋友喜愛，藝術界在展演上參與支持。此次事件，引起疑慮，傷害長期情感，本人亦向所有市民朋友、藝文界工作者致歉。
 — 史哲， 黃佳琳. . 自由時報. 2015-07-22  [2015-07-24]. （原始内容存档于2023-01-29） （中文（繁體））. （页面存档备份，存于）

## 交通

### 高雄輕軌

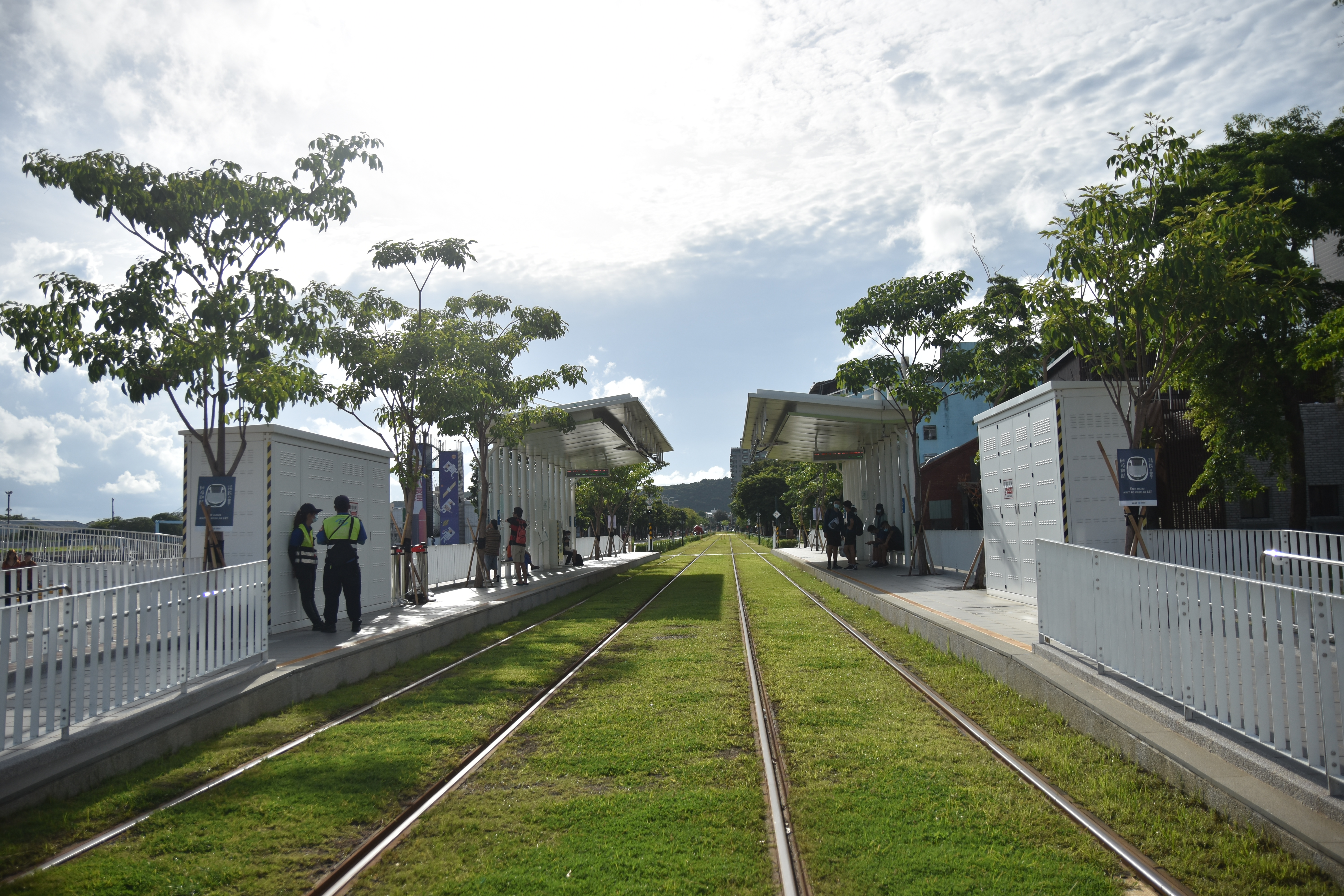
輕軌駁二大義站

- 環狀輕軌駁二大義站（C12站），出站後即可到達「駁二大義倉庫群」，沿西臨港線自行車道向西步行即可到達「駁二大勇倉庫群」。
- 環狀輕軌駁二蓬萊站（C13站），沿西臨港線自行車道向東步行約2分鐘即可到達「駁二大勇倉庫群」。
- 環狀輕軌哈瑪星站（C14站），沿西臨港線自行車道向東步行約2分鐘即可到達「駁二蓬萊倉庫群」。

### 高雄捷運
- 橘線鹽埕埔站（O2站）1號出口，沿大勇路向南步行約5分鐘即可到達「駁二大勇倉庫群」。
- 橘線哈瑪星站（O1站）2號出口，沿西臨港線自行車道向東步行約2分鐘即可到達「駁二蓬萊倉庫群」。

### 高雄市公車
- 60覺民幹線至駁二藝術特區站下車。
- 11、33、50五福幹線、56、88建國幹線、219公車至捷運鹽埕埔站(五福四路)站下車。
- 248、紅52（原E05西城快線）至 輕軌駁二逢萊站（高雄港）站下車

### 公共自行車
- 高雄市公共自行車租賃系統：
  - 駁二藝術特區(必信街)：大義街1號北側
  - 捷運鹽埕埔站(1號出口)：大勇路64號對側
  - 公園大成街口：公園二路與大成街口東側
  - 輕軌真愛碼頭站：必忠公園二路口西北側
  - 哈瑪星鐵道文化園區(臨海新路)  站點位置 : 臨海新路25號西北側
  - 捷運哈瑪星站(2號出口)  站點位置 : 臨海新路/鼓山一路口(東北側人行道)
  - 鼓山分局新濱派出所  站點位置 : 臨海三路2號(東側人行道)

### 橋梁
- 大港橋

## 園區景觀

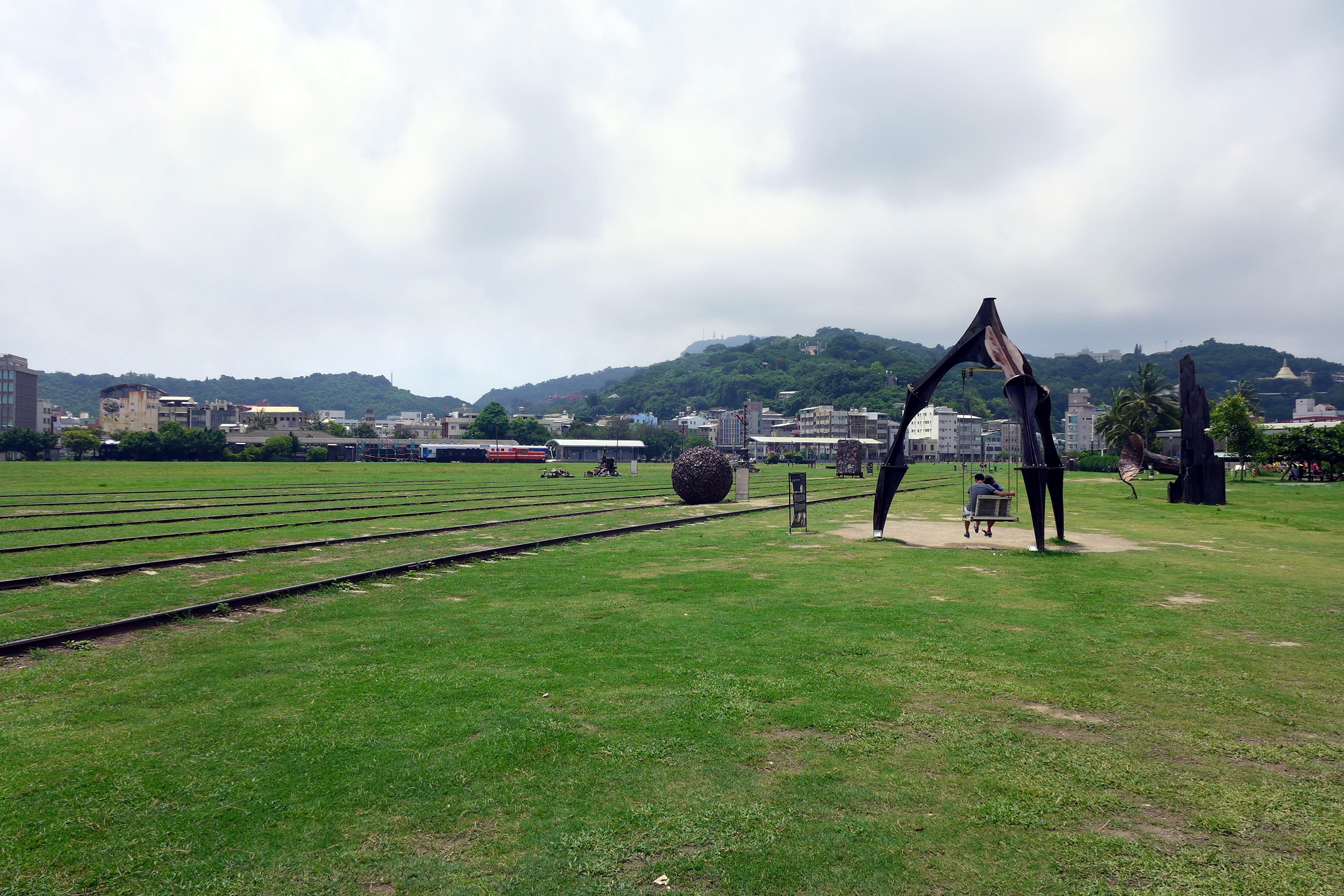
鐵道雕塑公園
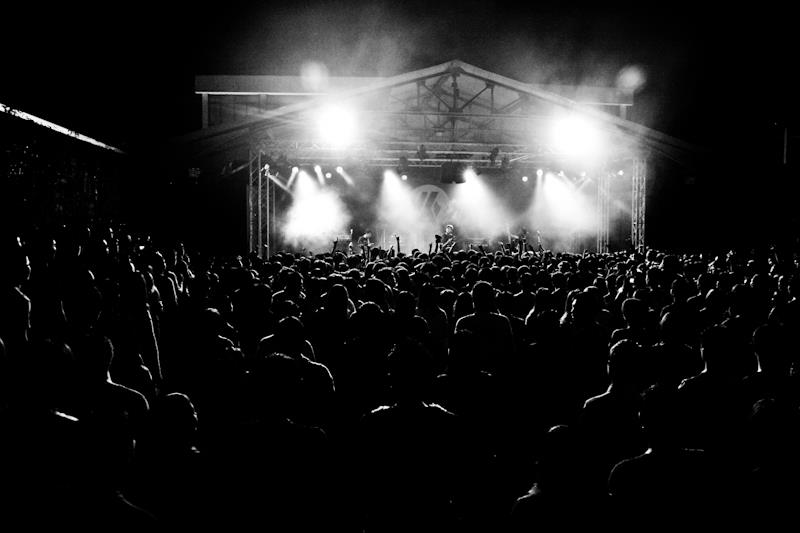
Live warehouse月光劇場
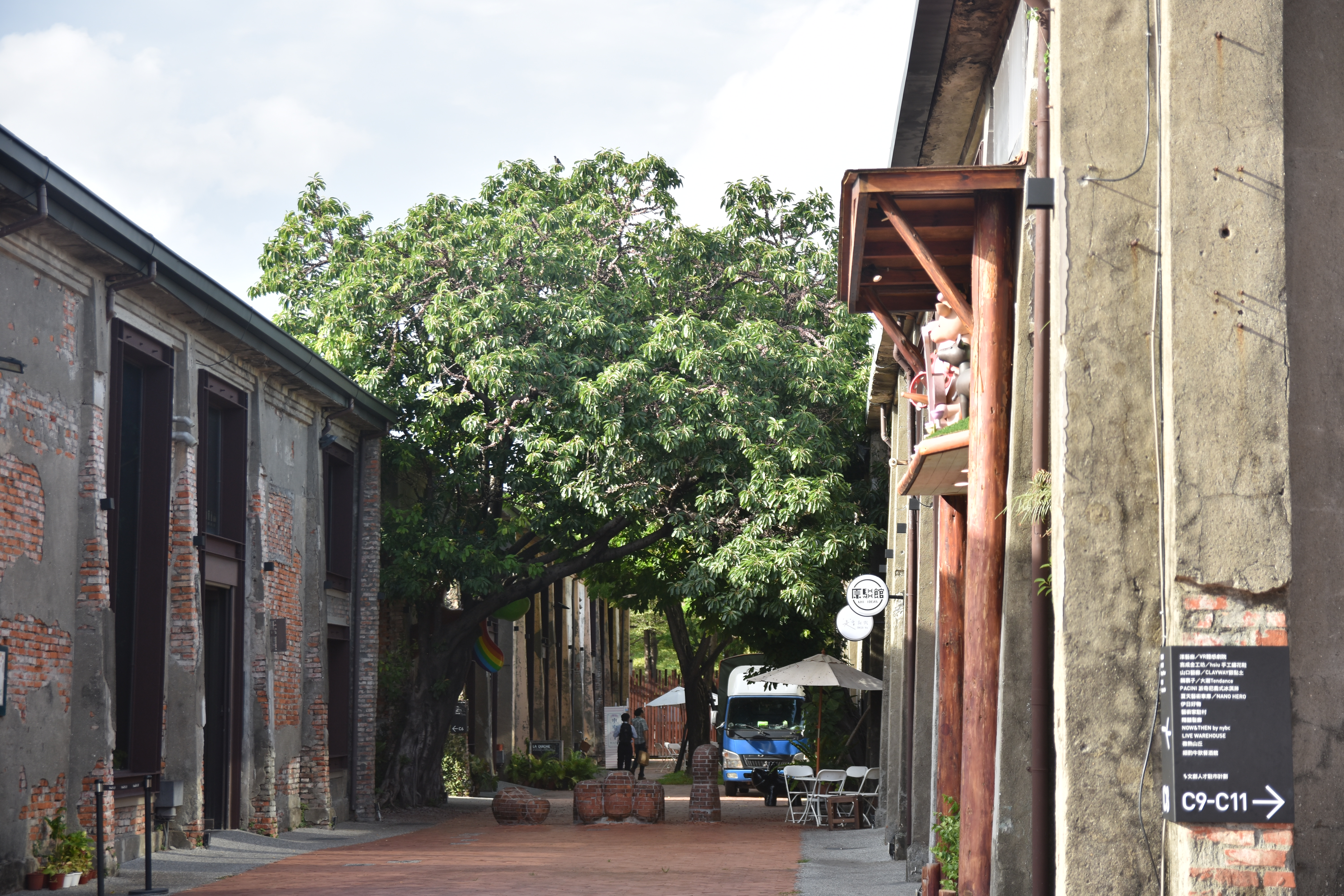
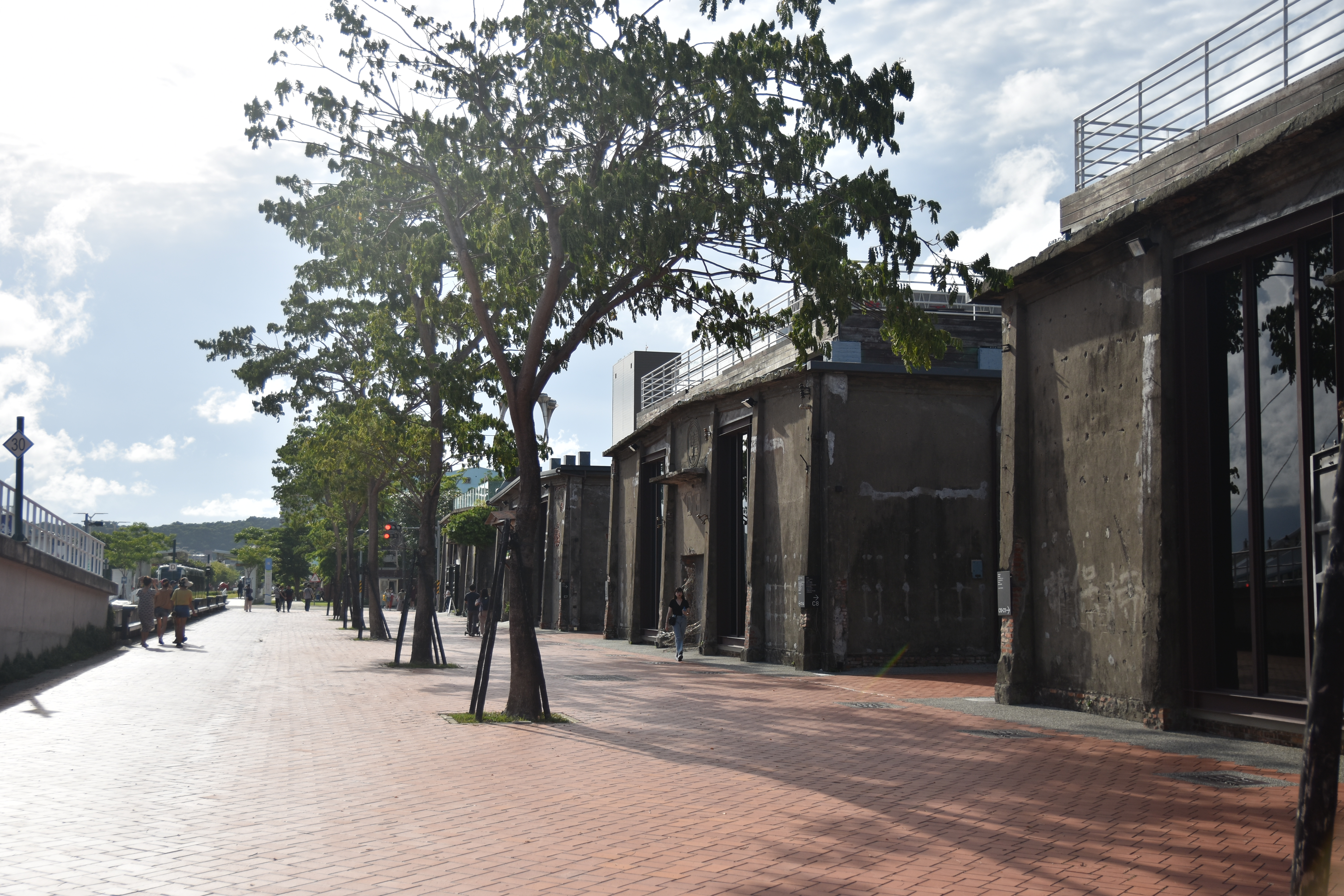
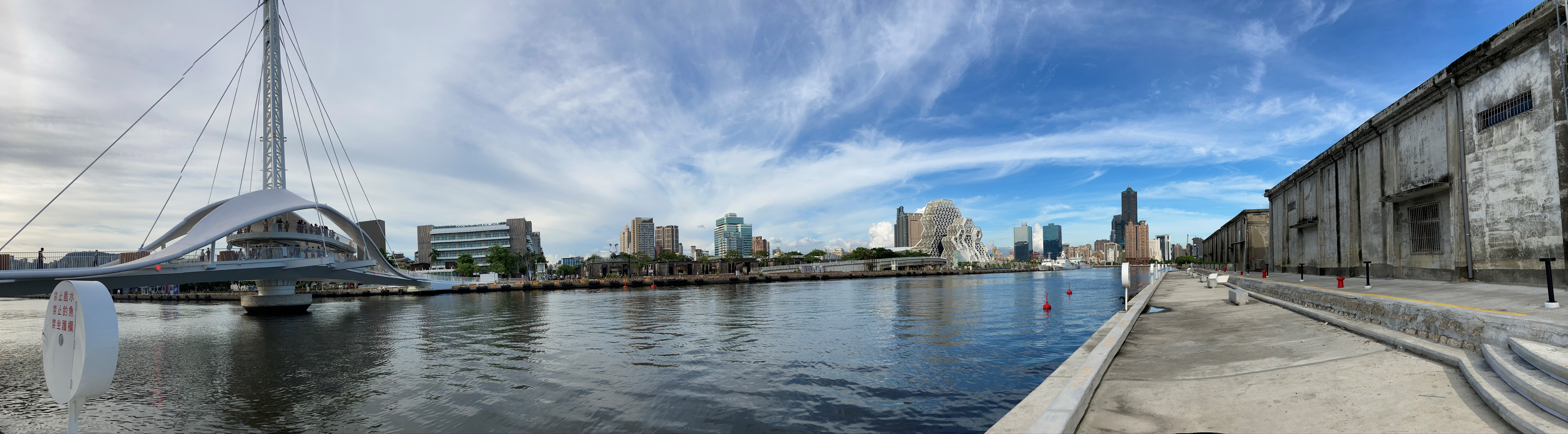
大港橋與高雄港第三船渠水岸
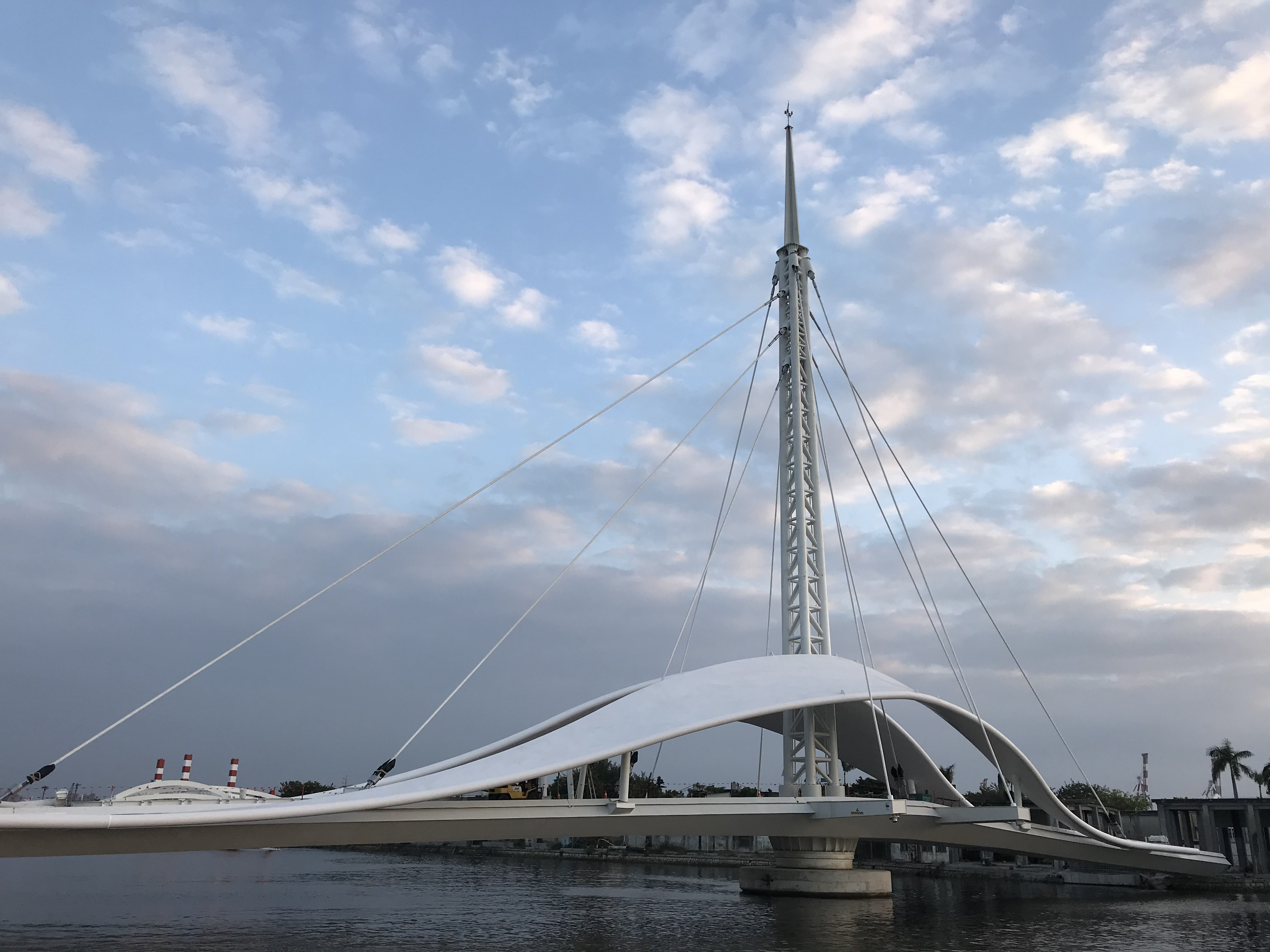
大港橋

## 外部連結
- 駁二藝術特區 （页面存档备份，存于）（繁體中文）（英文）
- 駁二藝術特區的Facebook專頁
- 駁二藝術特區的Instagram帳戶